# Athelhampton and Puddletown

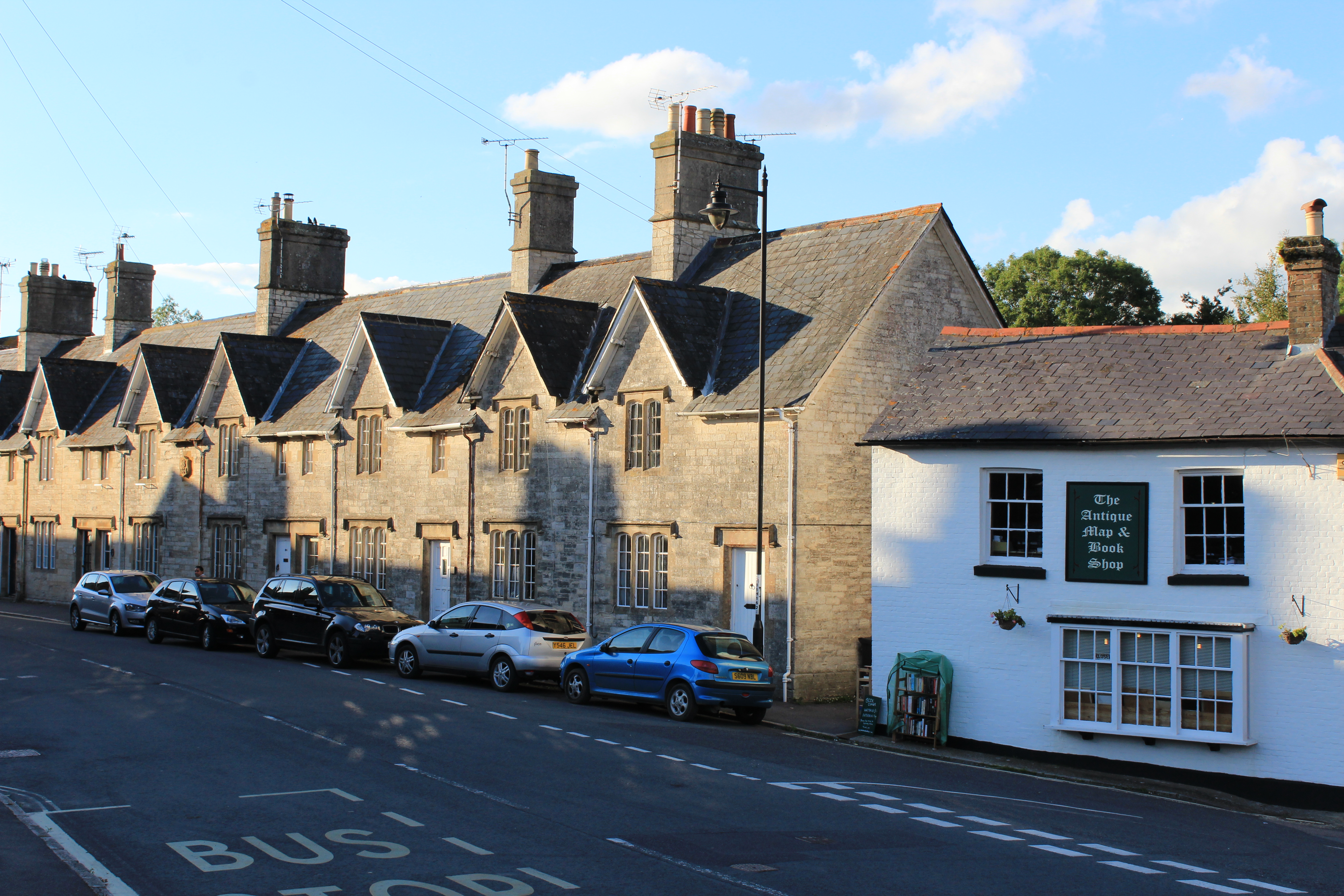
Puddletown

Athelhampton and Puddletown är en civil parish i distriktet Dorset, i grevskapet Dorset, i England. Civil parish är belägen 9 km från Dorchester. Civil parishen inrättades den 1 april 2024 från Athelhampton och Puddletown. Civil parishes hade 1 220 invånare år 2001.